# マルク・リープ

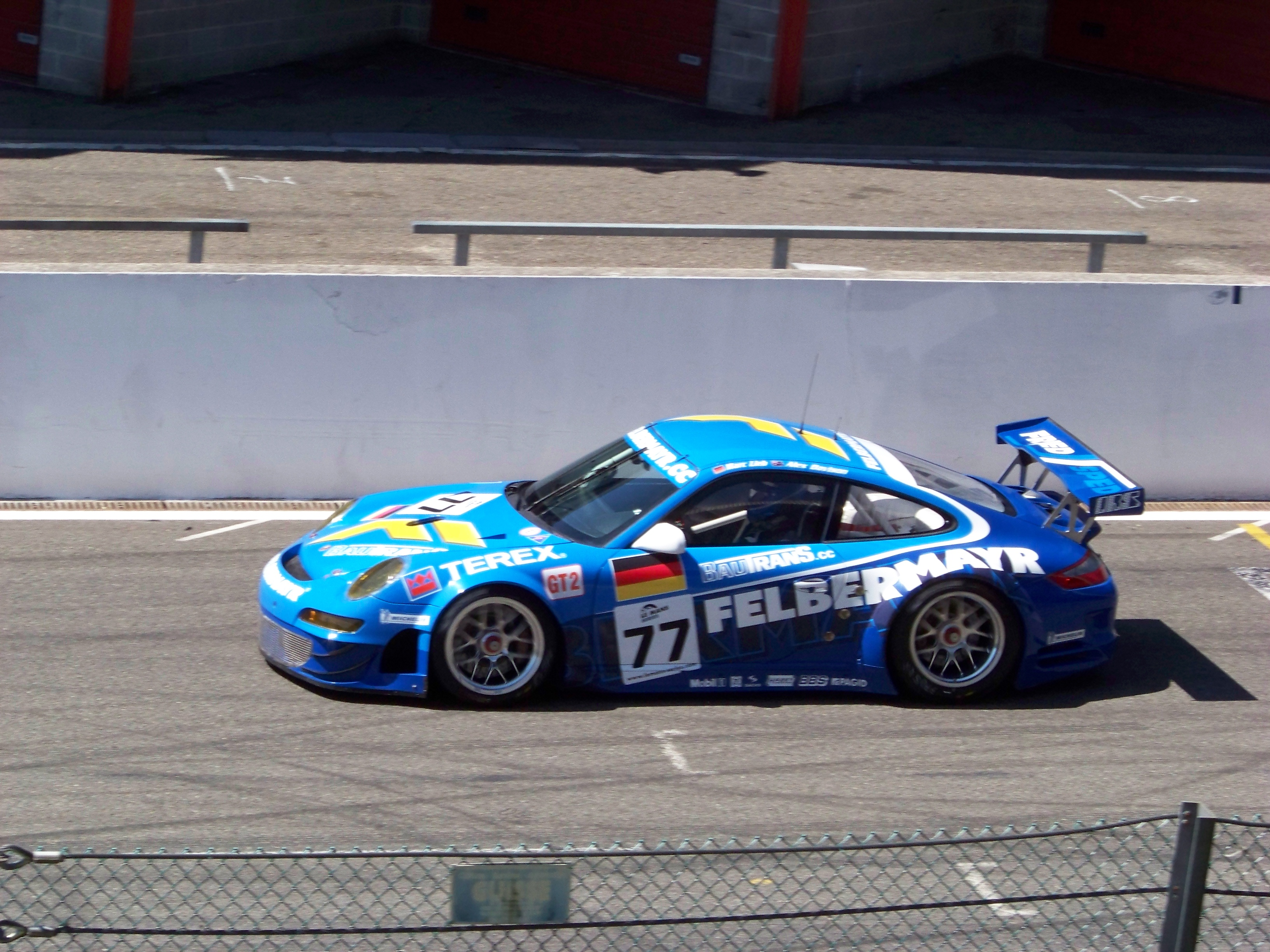
チーム・フェルバーマイヤー・プロトンのポルシェを駆るマルク・リープ (2008年)

マルク・リープ（Marc Lieb, 1980年7月4日 - ）は、ドイツ・シュトゥットガルト市のバートカンシュタット出身のドイツ人レーシングドライバーである。
2014年時点で、FIA 世界耐久選手権 (WEC) にポルシェのワークスドライバーとしてポルシェ・919ハイブリッドにドライブして参戦している。2003年と2005年のFIA GT選手権で所属チームのタイトル獲得に貢献し、ヨーロピアン・ル・マン・シリーズでも2005年・2006年・2009年・2010年に所属チームにタイトルをもたらしている。ニュルブルクリンク24時間レースでは4回優勝し、ル・マン24時間レースでは2005年・2010年・2013年にクラス優勝をし、2008年のセブリング12時間レースや2007年のロード・アトランタ戦などで勝利している。

## レース経歴
1992年にリープはカートで彼自身のレース人生をスタートさせた。1995年にドイツ・フォーミュラ・ルノー1800選手権でカーレースに移行した。翌年、選手権をランキング2位でフィニッシュし、1998年にドイツ・フォーミュラ・ルノー2000に昇格した。1999年にはユーロカップ・フォーミュラ・ルノーをランキング3位でフィニッシュした。2000年にリープはポルシェのジュニアドライバーとなり、ポルシェ・カレラカップ・ドイツでレースをしてランキング5位でフィニッシュした。2001年にカレラカップ・ドイツをランキング7位でフィニッシュするとともに、カレラカップの国際シリーズであるポルシェ・スーパーカップでは表彰台に昇った。
2002年にカレラカップ・ドイツに4勝してチャンピオンとなった。同年のFIA GT選手権のN-GTクラスでもブルノとペルグーサで2勝している。彼は更にセブリング12時間レースやアメリカン・ル・マン・シリーズのロード・アトランタ戦（プチ・ル・マンと称される）も出走したが、どちらも完走できなかった。2003年にポルシェのフルワークスドライバーとなってFIA GT選手権に出走した。 チーム・フライジンガー・モータースポーツに所属してステファン・オルテリとコンビを組み、同年のFIA GT選手権のN-GTクラスのタイトルを獲得した。その過程の途中で、ポルシェ・911 GT3-RSをドライブしてスパ・フランコルシャン24時間レースでの2位に8ラップ差を付ける圧勝劇を含む3勝を挙げている。同年のル・マン24時間レースでは、 GTクラスで2位に入っている。
2004年には、アメリカン・ル・マン・シリーズ（ALMS）でアレックス・ジョブ・レーシングに所属し、ロマン・デュマとコンビを組んでレースをした。リープは開幕戦のセブリング12時間レースをクラス2位でゴールし、ポートランドとラグナ・セカでの勝利でポイントを積み上げ、最終的にランキング4位でフィニッシュした。
2004年シーズン終了後、リープはポルシェワークスで還元されたプログラムへの教育と併用させながらエスリンゲン大学の応用科学学部で工学の勉強を始めた。リープは、以前レース活動に本格的に身を投じるか選択する前の頃、シュトゥットガルト大学で2学期の間、自動車・モーター工学を学んだことがあった。リープは7つの学期での勉学を経てエスリンゲン大学の学位を取得した後、ヴァイザッハにあるポルシェモータースポーツ研修施設での技術者としての役職を通し、その経験をレース活動に生かせるように取り込んでいる。
2005年にグルッペ M レーシング所属としてFIA GT選手権に復帰すると、ミケ・ロッケンフェラーとコンビを組んで、スパ・フランコルシャン24時間レースで勝利するなどしてポイントを重ねて、GT2クラスのドライバーズタイトルを獲得した。彼はまたル・マン耐久シリーズにも参戦し、Sebah Automotiveチームのメンバーとして4戦中3勝した。ル・マン24時間レースでもミケ・ロッケンフェラーとレオ・ヒンデリーと組んでGT2クラスで初優勝を遂げた。2006年には、アウターランド・スポーツに所属してジョエル・カマティアスとコンビを組んで、ル・マン・シリーズのGT2のタイトルを獲得している。
2007年と2008年は、チーム・フェルバーマイヤー・プロトンに所属してポルシェ・911 GT3-RSR (2008)を駆ったが、両年ともランキング2位で惜しくもタイトルを逃した。
2009年にリープはチーム・フェルバーマイヤー・プロトン在籍を続け、ポルシェ・911でル・マン・シリーズに参戦する為に、新たにリヒャルト・リーツとコンビを組んだ。リープはGT2クラスで5戦中3勝を収めてタイトルを決めている。ル・マン24時間レースへの復帰に関して、チーム・フェルバーマイヤー・プロトンでリーツとヴォルフ・ヘンツラーとチームを組んで挑んだが、途中でリタイアを余儀なくされた。同年のFIA GT選手権では、プロスピード・コンペティションに所属してダリル・オーヤンと組んで最終戦のゾルダーのみ出走している。同年のニュルブルクリンク24時間レースではチーム・マンタイに所属して優勝した。同年のALMSでは。フライング・リザード・モータースポーツに所属してヨルグ・ベルグマイスターとパトリック・ロングの第3ドライバーとしてセブリング12時間レースでは4位、プチ・ル・マンでは5位に入り、また、ファーンバッハー-ロールズ・レーシングにも所属して出走したレースではブライス・ミラーの代役としてウォルフ・ヘンツラーとチームを組んで出走し2位に入っている。いずれのレースもGT2クラスをポルシェ・911を駆って出走している。
2010年にリープはチーム・フェルバーマイヤー・プロトン在籍とリヒャルト・リーツとのコンビ関係を続行し、同年のル・マン・シリーズではフェラーリのセミワークスチームと言われるAFコルセの2台のフェラーリ・F430に対して3勝するなどしてGT2クラスのドライバーとチームのタイトルを首尾よく防衛した。同年のル・マン24時間レースでは、チーム・フェルバーマイヤー・プロトンでリーツとヘンツラーと再び組んでポルシェ・911で参戦し、2度目のGT2クラスの制覇を成し遂げた。同年のALMSでは、セブリング12時間レース（4位）とプチ・ル・マン（5位）と2つの主要なレースのみ、ヨルグ・ベルグマイスターとパトリック・ロングの第3ドライバーとしてフライング・リザード・モータースポーツに所属して前年に引き続いて出走した。プロスピード・コンペティションに所属してマルコ・グロッセンスとマルコ・ホルツァーとリチャード・ウェストブルックらと組んでGT2クラスのポルシェ・911でた同年のスパ・フランコルシャン24時間レース出走したが、途中リタイアした。
2011年にリープはチーム・フェルバーマイヤー・プロトン在籍とリヒャルト・リーツとのコンビ関係を続行したが、同年のル・マン・シリーズでは全5戦中、表彰台には手が届くが優勝は1回も出来ずに、このシーズンよりGTS/GT1 クラスLが改称されていた新生LMGTE Pro クラスでドライバーズランキング5位・チームランキング3位の成績で終わった。同年のル・マン24時間レースでは、LMGTE Pro クラス4位で終わった。同年のALMSでは、ヨルグ・ベルグマイスターとパトリック・ロングの第3ドライバーとしてフライング・リザード・モータースポーツに所属して前年に引き続いて出走し、セブリング12時間レースで6位に入った。プチ・ル・マンの出走はなかったが、デイトナ24時間レースにBrumosレーシングに所属してポルシェ・911で参戦し、6位に入っている。同年のニュルブルクリンク24時間レースではチーム・マンタイに所属してティモ・ベルンハルト・ロマン・デュマ・ルーカス・ルーアとチームを組んで出走して優勝した。彼はオーストラリアのサーファーズ・パラダイス市街地コースで行なわれるV8スーパーカーレースでフォード・ファルコンをドライブするオーストラリア人のレースドライバーアレックス・デヴィソンの相方として招待を受け、第1レフ・第2レフそれぞれを23位と18位で終えた。
2012年に、チーム・フェルバーマイヤー・プロトンは、そのレース活動をヨーロピアン・ル・マン・シリーズから新設されたFIA 世界耐久選手権(WEC)のLMGTE Proクラスに移した。参戦するレースのシリーズは変わったが、リーツとのコンビ関係はそのまま継続した。彼は全8戦中2勝し6回表彰台に昇り、チーム・フェルバーマイヤー・プロトンはチームランキング3位で終わり、ポルシェはコンストラクターズランキング2位という結果となった。また、同年のル・マン24時間レースで組んだパートナーの一人のヴォルフ・ヘンツラーとは2009年以来4シーズンの間、ル・マン24時間レースでパートナー同士だった。同年のデイトナ24時間レースをBrumosレーシングに所属してポルシェ・911で参戦し、3位に入っている。一方で、同年のサーファーズ・パラダイス・グランプリは、今度はホールデン・コモドアに乗って出走し、2位と14位で終えた。
ポルシェは公式に2013年のWECに参戦を表明した。リープはチーム・マンタイで新しいポルシェ・911用のドライバーとして採用され、再びリーツと組むこととなった。付け加えると、初戦から3戦目の同年のル・マン24時間レースまではロマン・デュマを含む3人でチームを組むこととなった。ル・マン24時間レースではクラス優勝を果たし、4位にも5回入って、結果としてドライバーランキングも4位となりチームランキングは2位となっている。同年のスパ・フランコルシャン24時間レースにチーム・マンタイで出場し総合2位に入り、ニュルブルクリンク24時間レースでは総合7位でSP7では優勝している。一方で、同年のデイトナ24時間レースをBrumosレーシングに所属してポルシェ・911で参戦しており、オーストラリアで開催されるV8スーパーカーレースでは3戦まで出場レースを増やしてジョナソン・ウェブとタッグを組んでホールデン・コモドアで挑んでいる。
ポルシェはWECの2013年シーズン終了後、2014年シーズンのLMP1-Hクラスに出走する為に開発されたポルシェ・919ハイブリッドの走行テストプログラムにリープが加わることを発表した。
2013年9月4日、リープはニュルブルクリンクの北コースでポルシェ918スパイダーで6分57秒のラップを刻んでいる。このタイムはそれまでニュルブルクリンクに持ち込まれた公道車の中では過去3番目に速いタイムである。

## レース戦績
- スパ・フランコルシャン24時間レース総合優勝: 2003年
- FIA GT選手権 N-GT/GT2クラスチャンピオン: 2003年、2005年
- ル・マン24時間レース GT2クラス優勝: 2005年、2010年、2013年
- スパ・フランコルシャン24時間レース GT2クラス優勝: 2005年
- ル・マン・シリーズ GT2クラスチャンピオン: 2006年
- ニュルブルクリンク24時間レースチャンピオン: 2007年、2008年、2009年、2011年
- FIA 世界耐久選手権2014年サンパウロ6時間レース優勝: 2014年

### ポルシェ・カレラカップ・ドイツ
| 年     | チーム                         | 1      | 2     | 3      | 4     | 5      | 6      | 7     | 8       | 9     | 順位 | ポイント |
| ------ | ------------------------------ | ------ | ----- | ------ | ----- | ------ | ------ | ----- | ------- | ----- | ---- | -------- |
| 2000年 | UPS ポルシェ・ジュニア・チーム | HOC 20 | OSC 7 | NOR 19 | SAC   | NÜR 5  | LAU 2  | BUG 3 | NÜR 2   | HOC 4 | 5位  | 89       |
| 2001年 | UPS ポルシェ・ジュニア・チーム | HOC 3  | NÜR 6 | OSC 5  | SAC 8 | NOR 20 | LAU 12 | NÜR 5 | ZAN Ret | HOC 3 | 7位  | 78       |
| 2002年 | UPS ポルシェ・ジュニア・チーム | HOC 4  | ZOL 5 | SAC 2  | NOR 1 | LAU 1  | NÜR 1  | SPA 1 | A1R 3   | HOC 2 | 1位  | 158      |

- 太字はポールポジション、斜字はファステストラップ。(key)

### グランドツーリング

#### FIA GT選手権
| 年     | チーム                               | 使用車両              | クラス | 1       | 2     | 3       | 4     | 5     | 6      | 7        | 8     | 9     | 10      | 11    | 順位 | ポイント |
| ------ | ------------------------------------ | --------------------- | ------ | ------- | ----- | ------- | ----- | ----- | ------ | -------- | ----- | ----- | ------- | ----- | ---- | -------- |
| 2002年 | フライジンガー・モータースポーツ     | ポルシェ・911 GT3-RS  | N-GT   | MAG     | SIL   | BRN 1   | JAR   | AND   | OSC    | SPA 3    | PER 1 | DON   | EST<    |       | 9位  | 29       |
| 2003年 | フライジンガー・モータースポーツ     | ポルシェ・911 GT3-RS  | N-GT   | CAT Ret | MAG 2 | PER Ret | BRN 1 | DON 1 | SPA 1  | AND 2    | OSC 5 | EST 4 | MNZ 2   |       | 1位  | 73       |
| 2004年 | フライジンガー・モータースポーツ     | ポルシェ・911 GT3-RSR | N-GT   | MNZ     | VAL   | MAG     | HOC   | BRN   | DON    | SPA 3    | IMO   | OSC   |         |       | 15位 | 17.5     |
| 2004年 | グループM・ヨーロッパ                | ポルシェ・911 GT3-RSR | N-GT   |         |       |         |       |       |        |          |       |       | DUB 4   | ZHU 6 | 15位 | 17.5     |
| 2005年 | グループM・ヨーロッパ                | ポルシェ・911 GT3-RSR | GT2    | MNZ 1   | MAG 2 | SIL 1   | IMO 2 | BRN 1 | SPA 1  | OSC 2    | IST 2 | ZHU 1 | DUB Ret | BHR 1 | 1位  | 102      |
| 2006年 | マンタイ・レーシング                 | ポルシェ・911 GT3-RSR | G2     | SIL     | BRN   | OSC     | SPA 2 | CAS   | DIJ    | MUG      | HUN   | ADR   | DUB     |       | NC   | 0        |
| 2007年 | チーム・フェルバーマイヤー・プロトン | ポルシェ・911 GT3-RS  | GT2    | ZHU     | SIL   | BUC 3   | MNZ   | OSC   |        |          |       |       |         |       | 10位 | 27       |
| 2007年 | BMSスクーデリア・イタリア            | ポルシェ・911 GT3-RSR | GT2    |         |       |         |       |       | SPA 1  | ADR      | BRN   | NOG   |         |       | 10位 | 27       |
| 2007年 | プロスピード・コンペティション       | ポルシェ・911 GT3-RSR | GT2    |         |       |         |       |       |        |          |       |       | ZOL 8   |       | 10位 | 27       |
| 2008年 | プロスピード・コンペティション       | ポルシェ・911 GT3-RSR | GT2    | SIL     | MNZ   | ADR     | OSC   | SPA 2 |        |          | BRN   | NOG   | ZOL 3   | SUN   | 13位 | 21       |
| 2008年 | チーム・フェルバーマイヤー・プロトン | ポルシェ・911 GT3-RSR | GT2    |         |       |         |       |       | BUC1 9 | BUC2 Ret |       |       |         |       | 13位 | 21       |
| 2009年 | プロスピード・コンペティション       | ポルシェ・911 GT3-RSR | GT2    | SIL     | ADR   | OSC     | SPA   | HUN   | ALG    | BRN      | CAS   | ZOL 8 |         |       | 21位 | 1        |

- 太字はポールポジション、斜字はファステストラップ。(key)

#### スパ・フランコルシャン24時間レース
| スパ24時間レース 結果 | スパ24時間レース 結果            | スパ24時間レース 結果                                              | スパ24時間レース 結果 | スパ24時間レース 結果 | スパ24時間レース 結果 | スパ24時間レース 結果 | スパ24時間レース 結果 |
| 年                    | チーム                           | コ・ドライバー                                                     | 使用車両              | クラス                | 周回                  | 順位                  | クラス 順位           |
| --------------------- | -------------------------------- | ------------------------------------------------------------------ | --------------------- | --------------------- | --------------------- | --------------------- | --------------------- |
| 2002年                | フライジンガー・モータースポーツ | アンドレ・ロッテラー ジョルジュ・フォージュワ ベルト・ロンギン     | ポルシェ・911 GT3-RS  | N-GT                  | 508                   | 5位                   | 3位                   |
| 2003年                | フライジンガー・モータースポーツ | ステファン・オルテリ ロマン・デュマ                                | ポルシェ・911 GT3-RS  | N-GT                  | 479                   | 1位                   | 1位                   |
| 2004年                | フライジンガー・モータースポーツ | ルーカス・ルーア サッシャ・マーセン                                | ポルシェ・911 GT3-RSR | N-GT                  | 528                   | 5位                   | 3位                   |
| 2005年                | グループM・レーシング            | マイク・ロッケンフェラー ルーカス・ルーア                          | ポルシェ・911 GT3-RSR | GT2                   | 541                   | 7位                   | 1位                   |
| 2006年                | マンタイ・レーシング             | ティモ・ベルンハルト ペドロ・ラミー                                | ポルシェ・911 GT3-RSR | G2                    | 512                   | 15位                  | 2位                   |
| 2007年                | BMSスクーデリア・イタリア        | エマニュエル・コラール マッテオ・マルセーリ                        | ポルシェ・911 GT3-RSR | GT2                   | 511                   | 8位                   | 1位                   |
| 2008年                | プロスピード・コンペティション   | エマニュエル・コラール リチャード・ウェストブルック                | ポルシェ・911 GT3-RSR | GT2                   | 552                   | 6位                   | 2位                   |
| 2010年                | プロスピード・コンペティション   | マルコ・ホルツァー リチャード・ウェストブルック マルク・ホーセンス | ポルシェ・911 GT3-RSR | GT2                   | 207                   | DNF                   | DNF                   |
| 2013年                | マンタイ・レーシング             | リヒャルト・リーツ パトリック・ピレ                                | ポルシェ・911 GT3 R   | Pro                   | 563                   | 2位                   | 2位                   |
| 2017年                | ヘルベルス・モータースポーツ     | ユルゲン・ヘリング アルフレッド・レナウアー ロバート・レナウアー   | ポルシェ・911 GT3 R   | Pro-Am                | 139                   | DNF                   | DNF                   |
| 2018年                | ブラック・スワン・レーシング     | ジェロエン・ブリークモレン マーク・ミラー ティム・パパス           | ポルシェ・911 GT3 R   | Pro-Am                | 447                   | 41位                  | 10位                  |

### スポーツカー

#### アメリカン・ル・マン・シリーズ
| 年     | チーム                                 | 使用車両              | クラス | 1       | 2     | 3     | 4     | 5     | 6       | 7       | 8       | 9      | 10    | 11      | 12  | 順位 | ポイント |
| ------ | -------------------------------------- | --------------------- | ------ | ------- | ----- | ----- | ----- | ----- | ------- | ------- | ------- | ------ | ----- | ------- | --- | ---- | -------- |
| 2002年 | アレックス・ジョブ・レーシング         | ポルシェ・911 GT3-RS  | GT     | SEB Ret | SNM   | MDO   | ATL   | WAS   | TRO     | MOS     | ROA     | LGA    | MIA   | PET Ret |     | 35位 | 27       |
| 2003年 | オービット・レーシング                 | ポルシェ・911 GT3-RS  | GT     | SEB Ret | ATL   | SNM   | TRO 7 | MOS 3 | ROA Ret | LGA     | MIA Ret | PET 10 |       |         |     | 30位 | 17       |
| 2004年 | アレックス・ジョブ・レーシング         | ポルシェ・911 GT3-RSR | GT     | SEB 2   | MDO 7 | LIM 3 | SNM 3 | POR 1 | MOS 11  | ROA Ret | PET 2   | LGA 1  |       |         |     | 4位  | 117      |
| 2006年 | フライング・リザード・モータースポーツ | ポルシェ・911 GT3-RSR | GT2    | SEB 2   | HOU   | MDO   | LIM   | UTA   | POR     | ROA     | MOS 3   | PET 5  | LGA   |         |     | 12位 | 49       |
| 2007年 | フライング・リザード・モータースポーツ | ポルシェ・911 GT3-RSR | GT2    | SEB 2   | STP   | LBH   | HOU   | UTA   | LIM     | MDO     | ROA     | MOS    | DET   | PET 1   | LGA | 20位 | 48       |
| 2008年 | フライング・リザード・モータースポーツ | ポルシェ・911 GT3-RSR | GT2    | SEB 1   | STP   | LBH   | UTA   | LIM   | MDO     | ROA     | MOS     | DET    | PET 2 | LGA     |     | 9位  | 56       |
| 2009年 | フライング・リザード・モータースポーツ | ポルシェ・911 GT3-RSR | GT2    | SEB 4   | STP   | LBH   |       | LIM   | MDO     | ROA     | MOS     | PET 5  | LGA   |         |     | 12位 | 54       |
| 2009年 | ファーンバッハー・ロールズ・レーシング | ポルシェ・911 GT3-RSR | GT2    |         |       |       | UTA 2 |       |         |         |         |        |       |         |     | 12位 | 54       |
| 2010年 | フライング・リザード・モータースポーツ | ポルシェ・911 GT3-RSR | GT2    | SEB 4   | LBH   | LGA   | UTA   | LIM   | MDO     | ROA     | MOS     | PET 5  |       |         |     | 18位 | 38       |
| 2011年 | フライング・リザード・モータースポーツ | ポルシェ・911 GT3-RSR | GT2    | SEB 5   | LBH   | LIM   | MOS   | MDO   | ROA     | BAL     | LGA     | PET    |       |         |     | NC   | 0        |

- 太字はポールポジション、斜字はファステストラップ。(key)

#### ル・マン耐久シリーズ/ル・マン・シリーズ
| 年     | チーム                               | 使用車両              | クラス    | 1       | 2     | 3     | 4     | 5       | 6      | 順位 | ポイント |
| ------ | ------------------------------------ | --------------------- | --------- | ------- | ----- | ----- | ----- | ------- | ------ | ---- | -------- |
| 2004年 | セバー・オートモーティヴ             | ポルシェ・911 GT3-RSR | GT        | MNZ     | NÜR   | SIL   | SPA 3 |         |        | 21位 | 6        |
| 2005年 | セバー・オートモーティヴ             | ポルシェ・911 GT3-RSR | GT2       | SPA     | MNZ 1 | SIL 1 | NÜR 1 | IST     |        | 1位  | 30       |
| 2006年 | アウターランド・スポーツ             | ポルシェ・911 GT3-RSR | GT2       | IST 2   | SPA 1 | NÜR 2 | DON 2 | JAR Ret |        | 1位  | 34       |
| 2007年 | チーム・フェルバーマイヤー・プロトン | ポルシェ・911 GT3-RSR | GT2       | MNZ 8   | VAL 1 | NÜR 2 | SPA 1 | SIL Ret | SAO 1† | 2位  | 39       |
| 2008年 | チーム・フェルバーマイヤー・プロトン | ポルシェ・911 GT3-RSR | GT2       | CAT 2   | MNZ 6 | SPA 2 | NÜR 2 | SIL 2   |        | 2位  | 35       |
| 2009年 | チーム・フェルバーマイヤー・プロトン | ポルシェ・911 GT3-RSR | GT2       | CAS 1   | SPA 1 | ALG 8 | NÜR 1 | SIL 7   |        | 1位  | 36       |
| 2010年 | チーム・フェルバーマイヤー・プロトン | ポルシェ・911 GT3-RSR | GT2       | CAS 1   | SPA 1 | ALG 3 | HUN 1 | SIL 5   |        | 1位  | 87       |
| 2011年 | チーム・フェルバーマイヤー・プロトン | ポルシェ・911 GT3-RSR | LMGTE Pro | CAS Ret | SPA 8 | IMO 4 | SIL 3 | EST 2   |        | 3位  | 44       |

- 太字はポールポジション、斜字はファステストラップ。(key)
- † : 参加車両が5台以下であったため2分の1のポイントが与えられた。

#### インターコンチネンタル・ル・マン・カップ
| 年     | チーム                                 | 使用車両              | クラス    | 1     | 2     | 3     | 4     | 5     | 6   | 7   |
| ------ | -------------------------------------- | --------------------- | --------- | ----- | ----- | ----- | ----- | ----- | --- | --- |
| 2010年 | チーム・フェルバーマイヤー・プロトン   | ポルシェ・911 GT3-RSR | GT2       | SIL 5 |       | ZHU 2 |       |       |     |     |
| 2010年 | フライング・リザード・モータースポーツ | ポルシェ・911 GT3-RSR | GT2       |       | PET 5 |       |       |       |     |     |
| 2011年 | フライング・リザード・モータースポーツ | ポルシェ・911 GT3-RSR | LMGTE Pro | SEB 6 |       |       |       |       |     |     |
| 2011年 | チーム・フェルバーマイヤー・プロトン   | ポルシェ・911 GT3-RSR | LMGTE Pro |       | SPA 8 | LMN 4 | IMO 4 | SIL 3 | PET | ZHU |

(key)

#### FIA 世界耐久選手権
| 年     | チーム                               | 使用車両                  | クラス    | 1       | 2     | 3       | 4     | 5      | 6     | 7     | 8     | 9     | 順位 | ポイント |
| ------ | ------------------------------------ | ------------------------- | --------- | ------- | ----- | ------- | ----- | ------ | ----- | ----- | ----- | ----- | ---- | -------- |
| 2012年 | チーム・フェルバーマイヤー・プロトン | ポルシェ・911 GT3-RSR     | LMGTE Pro | SEB 2   | SPA 1 | LMN Ret | SIL 4 | SAO 3  | BHR 3 | FSW 1 | SHA 2 |       | 3位† | 133†     |
| 2013年 | ポルシェ AG チーム・マンタイ         | ポルシェ・911 RSR         | LMGTE Pro | SIL 4   | SPA 5 | LMN 1   | SÃO 4 | COA 4  | FSW 4 | SHA 6 | BHR 4 |       | 4位  | 123      |
| 2014年 | ポルシェ・チーム                     | ポルシェ・919ハイブリッド | LMP1-H    | SIL Ret | SPA 4 | LMN 5   | COA 4 | FSW 4  | SHA 3 | BHR 2 | SÃO 1 |       | 3位  | 117      |
| 2015年 | ポルシェ・チーム                     | ポルシェ・919ハイブリッド | LMP1      | SIL 2   | SPA 2 | LMN 5   | NÜR 2 | COA 12 | FSW 2 | SHA 2 | BHR 1 |       | 3位  | 138.5    |
| 2016年 | ポルシェ・チーム                     | ポルシェ・919ハイブリッド | LMP1      | SIL 1   | SPA 2 | LMN 1   | NÜR 4 | MEX 4  | COA 4 | FSW 5 | SHA 4 | BHR 6 | 1位  | 160      |

- 太字はポールポジション、斜字はファステストラップ。(key)
- † そのシーズンはドライバーズ選手権が懸けられていなかったので、替わりにLMGTE Proトロフィの順位を載せる。

#### ル・マン24時間レース
| ル・マン24時間レース 結果 | ル・マン24時間レース 結果                            | ル・マン24時間レース 結果                 | ル・マン24時間レース 結果 | ル・マン24時間レース 結果 | ル・マン24時間レース 結果 | ル・マン24時間レース 結果 | ル・マン24時間レース 結果 |
| 年                        | チーム                                               | パートナー                                | 使用車両                  | クラス                    | ラップ                    | 順位                      | クラス 順位               |
| ------------------------- | ---------------------------------------------------- | ----------------------------------------- | ------------------------- | ------------------------- | ------------------------- | ------------------------- | ------------------------- |
| 2003年                    | オービット・レーシング                               | レオ・ヒンデリー ピーター・バロン         | ポルシェ・911 GT3-RS      | GT                        | 314                       | 17位                      | 2位                       |
| 2004年                    | オービット・レーシング BAM!                          | レオ・ヒンデリー マイク・ロッケンフェラー | ポルシェ・911 GT3-RSR     | GT                        | 223                       | DNF                       | DNF                       |
| 2005年                    | アレックス・ジョブ・レーシング BAM! モータースポーツ | レオ・ヒンデリー マイク・ロッケンフェラー | ポルシェ・911 GT3-RSR     | GT2                       | 332                       | 10位                      | 1位                       |
| 2009年                    | チーム・フェルバーマイヤー・プロトン                 | ヴォルフ・ヘンツラー リヒャルト・リーツ   | ポルシェ・911 GT3-RSR     | GT2                       | 24                        | DNF                       | DNF                       |
| 2010年                    | チーム・フェルバーマイヤー・プロトン                 | ヴォルフ・ヘンツラー リヒャルト・リーツ   | ポルシェ・911 GT3-RSR     | GT2                       | 338                       | 11位                      | 1位                       |
| 2011年                    | チーム・フェルバーマイヤー・プロトン                 | ヴォルフ・ヘンツラー リヒャルト・リーツ   | ポルシェ・911 GT3-RSR     | GTE Pro                   | 312                       | 16位                      | 4位                       |
| 2012年                    | チーム・フェルバーマイヤー・プロトン                 | ヴォルフ・ヘンツラー リヒャルト・リーツ   | ポルシェ・911 GT3-RSR     | GTE Pro                   | 184                       | DNF                       | DNF                       |
| 2013年                    | ポルシェ AG チーム・マンタイ                         | ロマン・デュマ リヒャルト・リーツ         | ポルシェ・911 RSR         | GTE Pro                   | 315                       | 16位                      | 1位                       |
| 2014年                    | ポルシェ・チーム                                     | ロマン・デュマ ニール・ジャニ             | ポルシェ・919ハイブリッド | LMP1-H                    | 348                       | 11位                      | 4位                       |
| 2015年                    | ポルシェ・チーム                                     | ロマン・デュマ ニール・ジャニ             | ポルシェ・919ハイブリッド | LMP1                      | 391                       | 5位                       | 5位                       |
| 2016年                    | ポルシェ・チーム                                     | ロマン・デュマ ニール・ジャニ             | ポルシェ・919ハイブリッド | LMP1                      | 384                       | 1位                       | 1位                       |

#### セブリング12時間レース
| セブリング12時間レース 結果 | セブリング12時間レース 結果            | セブリング12時間レース 結果                               | セブリング12時間レース 結果 | セブリング12時間レース 結果 | セブリング12時間レース 結果 | セブリング12時間レース 結果 | セブリング12時間レース 結果 |
| 年                          | チーム                                 | コ・ドライバー                                            | 使用車両                    | クラス                      | 周回                        | 順位                        | クラス 順位                 |
| --------------------------- | -------------------------------------- | --------------------------------------------------------- | --------------------------- | --------------------------- | --------------------------- | --------------------------- | --------------------------- |
| 2002年                      | アレックス・ジョブ・レーシング         | ティモ・ベルンハルト ヨルグ・ベルグマイスター             | ポルシェ・911 GT3-RS        | GT                          | 277                         | DNF                         | DNF                         |
| 2003年                      | オービット・レーシング                 | レオ・ヒンデリー ピーター・バロン                         | ポルシェ・911 GT3-RS        | GT                          | 26                          | DNF                         | DNF                         |
| 2004年                      | アレックス・ジョブ・レーシング         | ロマン・デュマ ルーカス・ルーア                           | ポルシェ・911 GT3-RSR       | GT                          | 317                         | 10位                        | 2位                         |
| 2006年                      | フライング・リザード・モータースポーツ | ヨハネス・ヴァン・オーバービーク ジョン・フォガティ       | ポルシェ・911 GT3-RSR       | GT2                         | 292                         | 17位                        | 7位                         |
| 2007年                      | フライング・リザード・モータースポーツ | ヨハネス・ヴァン・オーバービーク ヨルグ・ベルグマイスター | ポルシェ・911 GT3-RSR       | GT2                         | 330                         | 13位                        | 2位                         |
| 2008年                      | フライング・リザード・モータースポーツ | ヴォルフ・ヘンツラー ヨルグ・ベルグマイスター             | ポルシェ・911 GT3-RSR       | GT2                         | 314                         | 12位                        | 1位                         |
| 2009年                      | フライング・リザード・モータースポーツ | パトリック・ロング ヨルグ・ベルグマイスター               | ポルシェ・911 GT3-RSR       | GT2                         | 326                         | 4位                         | 4位                         |
| 2010年                      | フライング・リザード・モータースポーツ | パトリック・ロング ヨルグ・ベルグマイスター               | ポルシェ・911 GT3-RSR       | GT                          | 329                         | 9位                         | 4位                         |
| 2011年                      | フライング・リザード・モータースポーツ | パトリック・ロング ヨルグ・ベルグマイスター               | ポルシェ・911 GT3-RSR       | GT                          | 310                         | 16位                        | 6位                         |
| 2012年                      | チーム・フェルバーマイヤー・プロトン   | リヒャルト・リーツ パトリック・ピレ                       | ポルシェ・911 GT3-RSR       | GTE Pro                     | 306                         | 23位                        | 2位                         |

#### デイトナ24時間レース
| デイトナ24時間レース 結果 | デイトナ24時間レース 結果 | デイトナ24時間レース 結果                                                | デイトナ24時間レース 結果 | デイトナ24時間レース 結果 | デイトナ24時間レース 結果 | デイトナ24時間レース 結果 | デイトナ24時間レース 結果 |
| 年                        | チーム                    | コ・ドライバー                                                           | 使用車両                  | クラス                    | 周回                      | 順位                      | クラス 順位               |
| ------------------------- | ------------------------- | ------------------------------------------------------------------------ | ------------------------- | ------------------------- | ------------------------- | ------------------------- | ------------------------- |
| 2003年                    | オービット・レーシング    | ピーター・バロン レオ・ヒンデリー カイル・ぺティー                       | ポルシェ・911 GT3-RS      | GT                        | 656                       | 6位                       | 4位                       |
| 2004年                    | ドンカスター・レーシング  | ジャン＝フランシス・デュムラン ロバート・ジュリアン グレッグ・ポートマン | ポルシェ・911 GT3 Cup     | SGS                       | 504                       | 9位                       | 1位                       |
| 2011年                    | ブルモス・レーシング      | ハーレイ・ヘイウッド アンドリュー・ディヴィス レフ・キーン               | ポルシェ・911 GT3 Cup     | GT                        | 673                       | 17位                      | 5位                       |
| 2012年                    | ブルモス・レーシング      | ハーレイ・ヘイウッド アンドリュー・デイヴィス レフ・キーン               | ポルシェ・911 GT3 Cup     | GT                        | 726                       | 13位                      | 3位                       |
| 2013年                    | ブルモス・レーシング      | アンドリュー・デイヴィス レフ・キーン ブライアン・セラーズ               | ポルシェ・911 GT3 Cup     | GT                        | 663                       | DNF                       | DNF                       |
| 2014年                    | デンプシー・レーシング    | アンドリュー・デイヴィス パトリック・デンプシー ジョー・フォースター     | ポルシェ・911 GTアメリカ  | GTD                       | 566                       | 50位                      | 24位                      |
| 2015年                    | ポルシェ・ノースアメリカ  | パトリック・ピレ ニック・タンディ ミカエル・クリステンセン               | ポルシェ・911 RSR         | GTLM                      | 640                       | 25位                      | 5位                       |